# ابواسماعیل مؤید الدین طغرایی
ابواسماعیل موید الدین حسین ابن علی اصفهانی طغرایی شاعر عربی سرای معروف ایران در قرن پنجم هجری است. نام او حسین بن علی و کنیه اش را أبواسماعیل ثبت کرده‌اند. در سمیرم فارس که امروزه شهرستانی در جنوب استان اصفهان است، متولد شد و از بزرگترین شاعران عصر خود بوده‌است. علاوه بر قریحه شعری اش توجه او به دیوان شاعران گذشته در استواری شعر او بسیار مؤثر بوده‌است.
او مانند اغلب شاعران معاصر خویش، ادب جاهلی و ادب عصر نهضت را در شعرش فراهم آورده و «لامیة العجم» او نمونه بارزی از این پدیده است. به همین جهت ادبای بسیاری این قصیده او را در معرض شرح و تحلیل قرار داده‌اند اما قصائد دیگر او تاکنون مورد شرح و تحلیل قرار نگرفته‌است.
آثاری نیز در زمینهٔ کیمیاگری به نام‌های جامع الاسرار و تراکیب الانوار و کتاب مصابیح الحکمه و مفاتیح الرحمه، حقائق الاستشهادات، ذات الفرائد، الرد علی ابن سینا فی ابطال الکیمیا را تألیف نمود.
از میان اشعار طغرایی قصیده لامیّة العجم بیش از همه شهرت یافته، چنان‌که یاقوت دربارهٔ آن گفته‌است: «تداولتها، الرّواة و تناقلتها الالسن». لامیّة العجم در اواخر قرن پنج هجری، از قصیده‌های ممتاز و مشهور و به تعبیر قدیم از امهات قصاید ادب عربی است.

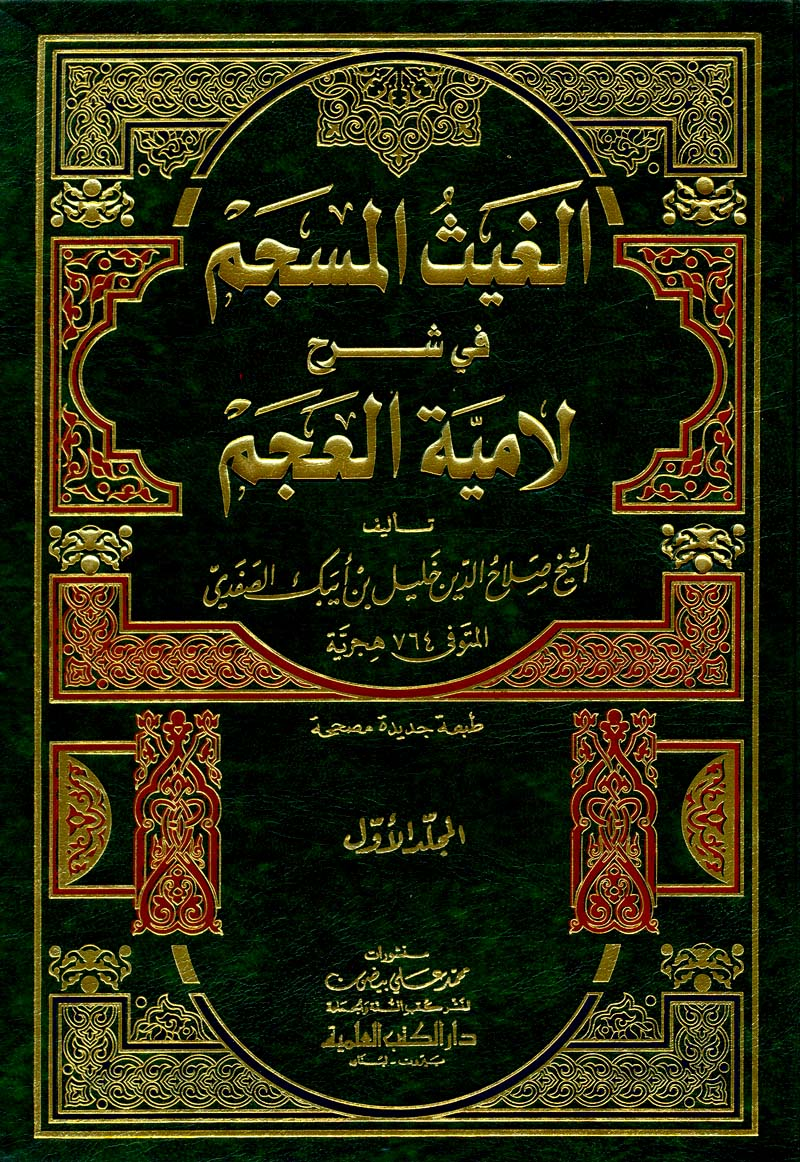
لامیّة العجم

طغرایی این قصیده را در رقابت با قصیده لامیّه العرب از شمس بن مالک ازدی، ملقّب به شنفری از شعرای دوره جاهلیّت متوفای ۵۱۰ میلادی ساخته که در مدح قوم بنی لام است، آل عبدالخان از دودمان این تیره در خوزستان  هستند که با این مطلع آغاز می‌شود:
(به عربی: 
أقموا بنی امّی صدور مطیّکم
فإنی إلی قوم سواکم لأمیل
)
پس از طغرایی دیگران نیز به تقلید او لامیّه ساخته‌اند که از میان آنها می‌توان لامیّة الرّوح و المیّة الهند را نام برد که حاجی خلیفه و دیگران از این دو قصیده یاد کرده‌اند.
وی را در سال ۵۱۳ ه‍.ق به قتل رساندند.